# Landesleitstelle Salzburg
Die Landesleitstelle Salzburg ist die dienststellenübergreifende Rettungsleitstelle des Landes Salzburg. Diese wird an zwei Standorten durch das Rote Kreuz Salzburg betrieben. 

## Organisatorisches
Die Landesleitstelle ist 2013 durch die Zusammenlegung der acht Bezirksleitstellen gegründet worden. Die Zusammenlegung erfolgte im Zuge der Umstellung auf Digitalfunk um Kosten durch die Umrüstung einzusparen. Sie wird vom Roten Kreuz Salzburg betrieben, im Regelbetrieb sind 14 Calltaker im Dienst und insgesamt 30 hauptberufliche Sanitäter für die Notrufentgegennahme und -disposition angestellt. Die Landesleitstelle ist auf zwei Standorte aufgeteilt: Standort Nord in Salzburg-Stadt sowie Standort Süd in Zell am See. 
| Name              | Standort    | Abgedeckte Bezirke | Ehemalige Leitstellen |
| ----------------- | ----------- | ------------------ | --------------------- |
| LLS Standort Nord | Salzburg    | Flachgau           | Flachgau-Nord         |
| LLS Standort Nord | Salzburg    | Flachgau           | Mattsee               |
| LLS Standort Nord | Salzburg    | Flachgau           | Straßwalchen          |
| LLS Standort Nord | Salzburg    | Flachgau           | Strobl                |
| LLS Standort Nord | Salzburg    | Salzburg-Stadt     |                       |
| LLS Standort Nord | Salzburg    | Tennengau          | Abtenau               |
| LLS Standort Nord | Salzburg    | Tennengau          | Hallein               |
| LLS Standort Süd  | Zell am See | Lungau             | Tamsweg               |
| LLS Standort Süd  | Zell am See | Pinzgau            |                       |
| LLS Standort Süd  | Zell am See | Pongau             | Bad Hofgastein        |
| LLS Standort Süd  | Zell am See | Pongau             | Radstadt              |
| LLS Standort Süd  | Zell am See | Pongau             | St. Johann im Pongau  |

Beide Standorte haben ständig komplette Einsicht zu allen Einsätzen im Land Salzburg, sodass bei Personalengpass bei einem Standort auch Notrufe im fremden Einsatzgebiet abgearbeitet werden können. Die Landesleitstelle ist, zusammen mit der Leitstelle Tirol und den bayrischen Rettungsleitstellen, außerdem Teil eines grenzüberschreitenden Projekts. Dabei sind alle drei Leitstellen untereinander vernetzt um Informationsaustausch zu gewährleisten. So sollen allen drei Regionen Hilfe bei Großschadensereignissen und im Rettungsdienst, inklusive der Flugrettung, zugutekommen.
Neben dem Notruf 144 sowie den Krankentransporten des Landes Salzburg bearbeitet die Leitstelle auch den Notruf der Bergrettung sowie der Wasserrettung. Zusammen werden im ganzen Land Salzburg 175 Fahrzeuge disponiert, darauf entfallen zwei Notarztwagen, drei Tag-Notarzteinsatzfahrzeuge bzw. fünf in der Nacht sowie drei Notarzthelikopter. In der Wintersaison stehen der Leitstelle noch zwei Notarzthelikopter, stationiert in Flachau (Martin 10) und Saalbach (Martin 6), zusätzlich zur Verfügung.

## Geschichte
Zu Beginn der 2010er Jahre gab es zwölf Rettungsleitstellen im Land Salzburg. Mit der geplanten Umstellung auf Digitalfunk hätten auch alle, zu dem Zeitpunkt bestehenden Leitstellen modernisiert gehört. Es wurde daher beschlossen, bis Mitte 2015 alle Leitstellen auf zwei Standorte zusammen zu legen. Es wurden zwei Endstandorte geplant, eine davon in der Landeshauptstadt Salzburg und Ende Dezember 2012 die zweite Leitstelle in Zell am See am Krankenhausareal. Ausschlaggebend für Zell am See waren laut einem unabhängigen Expertengremium die optimalen Bedingungen im Bereich der Stromversorgung da an die Notkapazitäten des Krankenhauses bei längerem Ausfall zurückgegriffen werden kann. Den Anfang machte der Flachgau wo bis inklusive 2012 alle vier vorhandenen Leitstellen in die Zentrale in Salzburg-Stadt aufgenommen wurden.